# Kwaakblaas

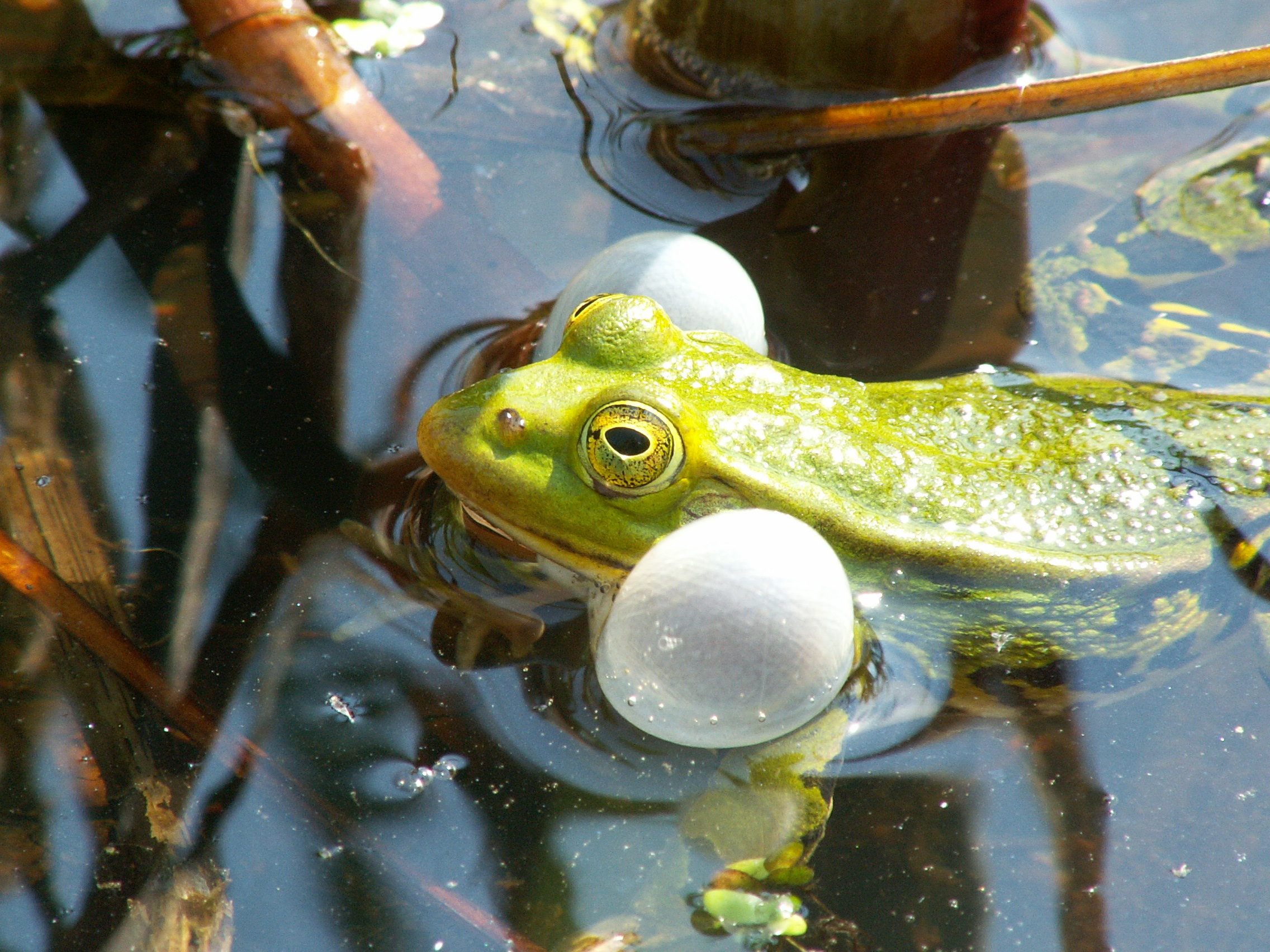
De poelkikker (Pelophylax lessonae) heeft helder witte wangblazen

Een kwaakblaas is een sterk uitrekbaar stuk huid dat uniek is voor kikkers. Veel mannelijke kikkers hebben een of twee kwaakblazen, die ze gebruiken om middels kwaken vrouwtjes van dezelfde soort aan te trekken. Niet alle soorten hebben een kwaakblaas, maar de kikkers die er een hebben kunnen een enorm kabaal maken en de pijngrens van de mens bereiken. Vooral tropische fluitkikkers zijn er berucht om de mens uit zijn slaap te kunnen houden met een nachtelijk concert.  
Kikkers kwaken uitsluitend om de andere sekse te lokken, het zijn meestal de mannetjes die kwaken maar er zijn uitzonderingen. De kwaakblaas kan bestaan uit een enkele keelblaas of twee wangblazen. Met name de keelblaas kan zeer ver worden opgeblazen en is bij sommige soorten bijna net zo groot als de kikker zelf. Bij het kwaken wordt lucht langs het strottenhoofd gevoerd waarbij het de stembanden in trilling brengt. Iedere soort heeft een ander geluid, zodat de exemplaren binnen eenzelfde soort elkaar makkelijk kunnen vinden. 
Opvallend is Darwins bekbroeder, die de kwaakblaas gebruikt om kikkervisjes te laten ontwikkelen.